# Elatine rubella
Elatine rubella  (лат.) — вид двудольных растений рода Повойничек (Elatine) семейства Повойничковые (Elatinaceae). Впервые описан в 1900 году.
Популяцию Elatine rubella ранее относили к Elatine triandra; между этими видами имеются различия в строении чашелистиков.

## Распространение и среда обитания
Известен из США и Канады (провинция Британская Колумбия). В США вид широко распространён в штатах запада и юго-запада страны (например, в Калифорнии вид встречается почти повсеместно).
Водное растение; растёт в прудах, канавах, во временных водоёмах, на рисовых полях.

## Ботаническое описание

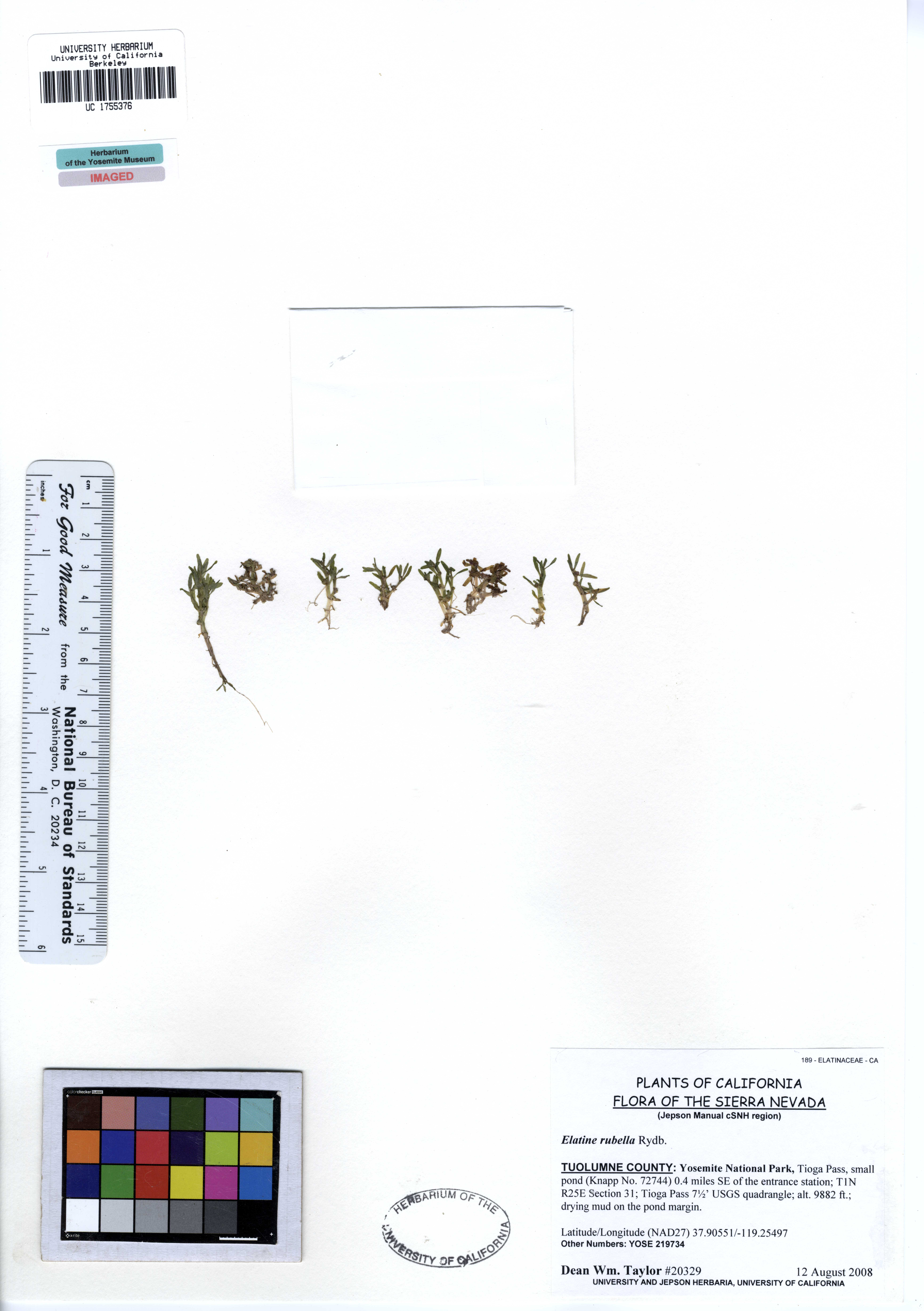
Собранные экземпляры растения

Однолетнее растение высотой до 15 см, красноватого оттенка.
Стебель слабый.
Листья формой от ланцетовидных до линейно-лопатчатых, размещены супротивно.
Цветки с 2—3 чашелистиками.
Плод многогнёздный, цилиндрический или слегка изогнутый, несёт по 12—30 семян в каждом «гнезде».